# Интеллектуальное нефтяное месторождение
Интеллектуальное нефтегазовое месторождение — система автоматического управления операциями по добыче нефти и газа, предусматривающая непрерывную оптимизацию интегральной модели месторождения и модели управления добычей.
Ввиду сложности и нечеткой определенности геологических моделей (как части интегральной модели) построить полностью автоматическое управление нефтедобычей в обозримый период времени представляется невозможным, но при этом возможно использовать данный эталон для формирования целей для программ по снижению человеческого фактора в процессах управления жизненным циклом месторождений.
Интеллектуальное месторождение — класс систем управления активами (производственными фондами) нефтедобывающих предприятий, построенных на базе формализованной, интегральной модели актива, обрабатываемой автоматизированной системой управления, гарантирующей оптимальное управление на всех уровнях предприятия при контроле целей задаваемых владельцами актива.
Термин основан на понятии интеллектуального управления. Аналогом данного термина являются Цифровое нефтяное месторождение (Digital Oil Field), интегрированное управление операциями (Integrated Operation) на месторождении. Частным понятием данного термина является — интеллектуальная скважина.
Необходимыми условиями существования интеллектуального месторождения является:
- формализованность информационной модели месторождения;
- аппарат управления;
- максимально точные интерфейсы обратной связи (датчики, связь);
- интерфейсы для оптимизации процессов, моделей и критериев.

Для обеспечения целостности управления месторождением, интегральная информационная модель актива должна включать объединить все аспекты представления знаний об активе, включая:
- Геологическая модель
- Географическая модель
- Технологическая модель
- Модель цепочек поставок(напр. SCOR)
- Экономическая модель
- Финансовая модель
- Политическая модель

Внедрение интеллектуального нефтяного месторождения базируется на открытых стандартах ISO 15926, ISA-95, ISA-88 и т. д.
Интеллектуальное месторождение включает в себя несколько контуров управления:
- Операционный контур обеспечивает контроль над эффективностью процессов управления операциями на месторождение (добыча, контроль и управление режимами работы и состояния оборудования, вспомогательные процессы и т. д.);
- Моделирующий контур — обеспечивает динамическое развитие модели управления при изменяющихся внешних (контекст) и внутренних (контент) условиях.